# Página/12
Página/12 és un diari d'orientació progressista editat a l'Argentina des de 1987. Fundat pel periodista d'investigació Jorge Lanata, aquest periòdic ha publicat i publica articles de periodistes i escriptors com Horacio Verbitsky, Ernesto Tiffenberg, Tomás Eloy Martínez, Osvaldo Soriano, José María Pasquini Durán, Rodrigo Fresán, Juan Gelman, Osvaldo Bayer, Eduardo Galeano, Eduardo Aliverti, Alan Pauls, Juan Forn, Eduardo Berti, Homero Alsina Thevenet, José Pablo Feinmann i Juan Sasturain

## Història
Página/12 va ser fundat el 1987 amb una tirada diària de 30.000 exemplars i 16 pàgines, durant la presidència del "radical" Raúl Alfonsín. Des dels seus inicis, va apostar per un disseny impactant a les seves portades, impacte el qual s'hauria d'assolir mitjançant un humor fortament irònic, fins i tot canviant el color de les seves pàgines i el nom de la publicació, per tal de respondre als atacs del poder polític, com va ser la recordada edició de l'Amarillo/12 que responia les crítiques de qui era president de l'Argentina en aquell moment, Carlos Saúl Menem, que els havia titllat de sensacionalistes per la sistemàtica publicació de notícies relacionades amb els escàndols econòmics i polítics del seu govern.